# 粉雪 (CURIOの曲)
『粉雪』は、CURIOの4枚目のシングル。1998年1月14日にエピックレコードジャパンよりリリースされた。CURIOの代表曲の一つ。

## 概要
前作「風の宅配便」より3ヶ月ぶりとなるシングル。ノンタイアップながらオリコン週間ランキングでは週間29位にランクイン、登場回数12回のロングヒットを記録した。2022年8月現在、最も売上の高いシングル。
アルバム「Sweet & Bitter」にはアルバムバージョンとして新たにストリングスのイントロが付け加えられている。ただしこのイントロ部分は前曲終了の数秒後から流れており、本曲へ繋がるように収録されている。後に発売されたベスト盤「BEST BANG!」や一部のコンピレーションアルバムには、正式にストリングスから始まるアルバムバージョンが収録されている。
1998年10月28日発売の6thシングル『TO BE LOUD』にはアコースティック・バージョン「粉雪〜Acoustic Breath〜」が収録。
2007年4月25日発売の『Sweet & Bitter』再発盤にはボーナス・トラックとして「粉雪 Original Prototype ('96 August-Demo)」が収録。

## 収録曲
1. 粉雪
作詞:NOB、作曲:AJA、編曲:CURIO・白井良明、ストリングスアレンジ:深澤順
2. いつか見た夢
作詞・作曲:BRITAIN、編曲:CURIO・白井良明
1stアルバム『HYBRID』収録曲。
10thシングル「Go Around The World」にはライブ音源が収録。
3. 粉雪（BACKING TRACK）

## 収録作品
| 発売日         | タイトル                                            | 規格品番   |
| -------------- | --------------------------------------------------- | ---------- |
| 1997年8月21日  | HYBRID（#2）                                        |            |
| 1998年7月29日  | Sweet & Bitter（#1 アルバムバージョン）             | ESCB-1899  |
| 2002年08月21日 | Go Around The World（#2 ライブバージョン）          | AMCT-10001 |
| 2002年12月18日 | BEST BANG!（#1 アルバムバージョン,#2）              | ESCL-2371  |
| 2004年12月8日  | 802 HEAVY ROTATIONS 〜J-HITS COMPLETE '96-'99（#1） | TOCT-25520 |
| 2005年10月26日 | クリスマスにラブソングを（#1 〜Acoustic Breath〜）  | MHCL-657   |
| 2006年3月29日  | 李家幽竹 フルール yuchiku（#1 アルバムバージョン）  | AVCD-17819 |
| 2006年11月8日  | Fantastic CHRISTMAS（#1）                           | MHCL-945   |
| 2012年11月7日  | パーフェクト・クリスマス（#1）                      | MHCL-2170  |